# 贊善王
赞善王，明朝授予灵藏地方（今四川省甘孜藏族自治州西北部及青海省玉树藏族自治州东南部）藏传佛教领袖人物的封号。
灵藏又译为林仓，在今四川省甘孜藏族自治州德格附近。永乐四年（1406年）河州卫（今甘肃省临夏市）所辖朵甘灵藏僧著思巴儿监藏遣使入朝进贡，受封“灌顶国师”。永乐五年（1407年）三月，又加封“赞善王”，国师如故，赐金印、诰命。其地位低于法王，高于大国师。永乐十七年（1419年）明朝中官杨三保奉命使乌思藏过其境。洪熙元年（1425年）著思巴儿监藏卒，其从子喃葛监藏袭职为赞善王。正统十年（1445年）喃葛监藏长子班丹监剉袭职为赞善王。子孙承袭封爵。终明世，奉贡不绝。所属教派不详，一说属萨迦派，一说属噶玛噶举派。

## 延伸阅读
[在维基数据编辑]
 《明史卷三百三十一》，出自《明史》